# Ahmed Benbitour
Ahmed Benbitour (arabisch أحمد بن بيتور, DMG Aḥmad b. Bītūr; * 20. Juni 1946 in Metlili, Ghardaia, Algerien) ist ein algerischer Politiker. Er war von Dezember 1999 bis zu seinem Rücktritt im August 2000 Premierminister von Algerien. Sein Rücktritt ist insbesondere auf seine Differenzen mit dem damaligen Präsidenten Bouteflika zurückzuführen. Er war im Laufe des Jahres 1996 auch kurz Finanzminister. Benbitour wurde in Metlili, Ghardaïa, im arabischen Stamm der Chaamba geboren und promovierte an der Université de Montréal.

Benbitour war von 1993 bis 1994 als Energieminister und von 1994 bis 1996 Finanzminister tätig. Anschließend war er von Dezember 1999 bis August 2000 Premierminister, als er zurücktrat.